# Тютюнник, Василий Никифорович

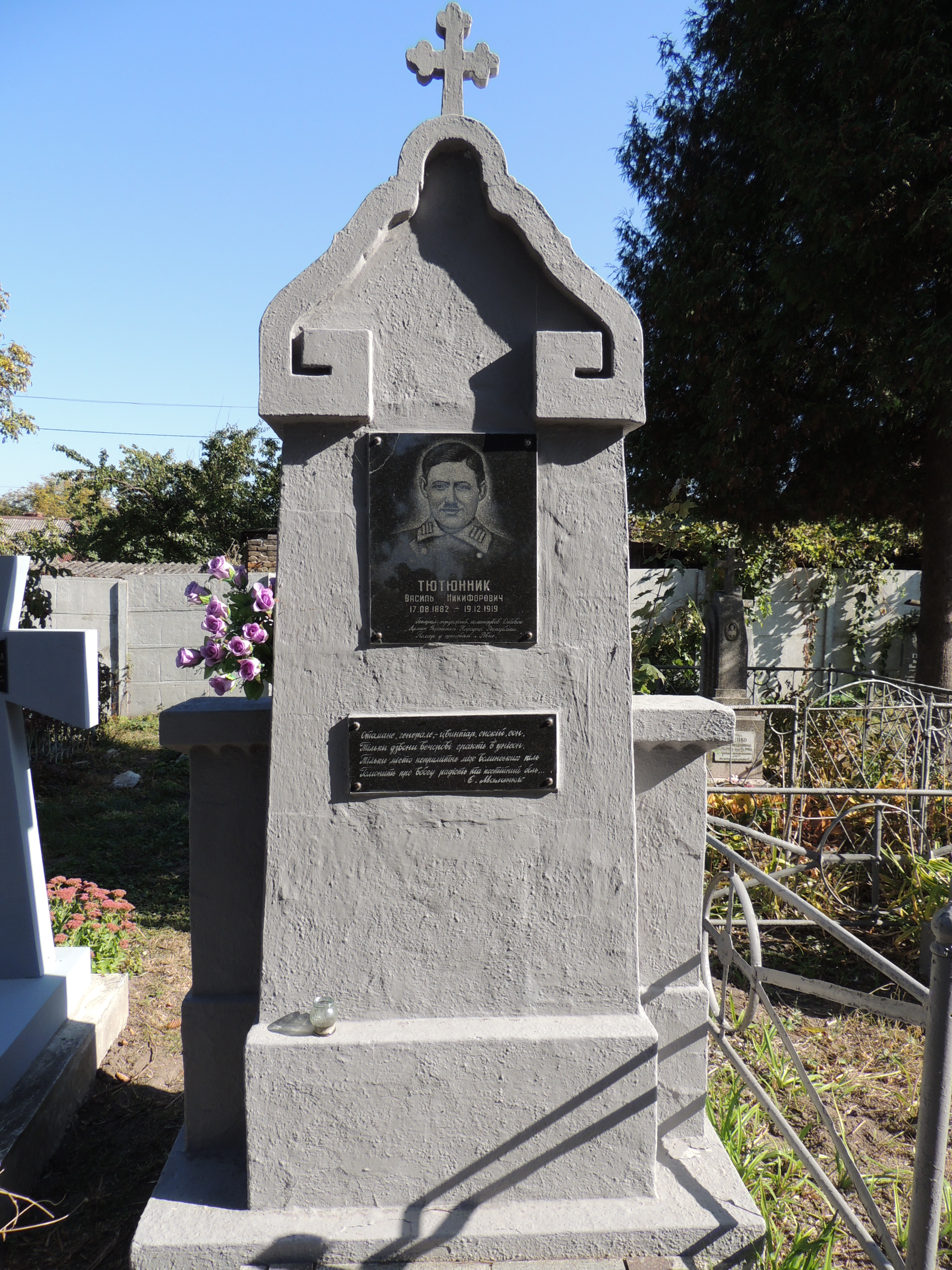
Памятник на могиле Василия Тютюнника в г. Ровно на воинском кладбище.

Васи́лий Ники́форович Тютю́нник (17 (29) июля 1890 — 19 декабря 1919) — русский офицер, в 1918—1919 годах — украинский военный деятель, генерал-хорунжий армии УНР.

## Биография
Из крестьян Полтавской губернии; православного вероисповедания.
Окончил Хорольское 4-х классное городское училище с 6-ти летним курсом обучения.

### Служба в русской армии
В сентябре 1909 года добровольно поступил на военную службу и был направлен на учёбу в Тифлисское военное училище. Во время учёбы в училище был признан лучшим стрелком из винтовки и пистолета.
По окончании в августе 1912 года училища по 1-му разряду (с отличием), был произведен из портупей-юнкеров в подпоручики с назначением на службу в 25-й Сибирский стрелковый Генерал-Лейтенанта Кондратенко полк (г. Иркутск). Служил младшим офицером в 10-й роте полка.
В составе 25-го Сибирского стрелкового полка 7-й Сибирской стрелковой дивизии участвовал в Первой мировой войне. С 15.10.1914 — исполняющий обязанности начальника, с 16.01.1915 — начальник, команды конных разведчиков полка и в этой должности был до конца боевых действий полка. Принимал участие в боях на территории Польши и Белоруссии. В 1915 году был легко ранен и контужен, оставаясь в строю.
В 1915 году — поручик со старшинством с 06.08.1915 (ВП от 06.09.1915), в 1916 году — штабс-капитан. С июня 1917 года — капитан; был избран командиром батальона.
За отличия в делах против неприятеля награждён шестью боевыми орденами Российской империи.
29 сентября 1917 года откомандирован на постоянную работу в созданную при штабе 2-й Армии Украинскую Раду, был её председателем.

### Служба в украинской армии
С марта 1918 года — в украинской армии: помощник начальника разведки оперативного отдела Генерального штаба, подполковник. В чине войскового старшины был на военной службе также и в период правления гетмана П. П. Скоропадского, — одновременно, будучи членом оппозиционного Украинского национального союза и участвуя в подготовке антигетманского восстания, был сторонником Семёна Петлюры.
С ноября 1918 — заместитель начальника Генштаба — начальник оперативного отдела в войсках Директории, провозгласившей воссоздание Украинской народной республики. Участвовал в походе на Киев, завершившемся свержением гетманской власти. Произведен в полковники.
В конце мая 1919 украинская армия находилась на грани краха, ведя одновременно боевые действии против Красной армии и польских войск, а под властью Директории УНР оставалась территория, не превышающая нескольких десятков квадратных километров. В это время В. Тютюнник разработал план прорыва войск УНР в направлении Проскурова («Проскуровская операция»), которая началась 1 июня 1919. В результате этой операции удалось отбить у Красной армии города Проскуров, Каменец-Подольский (в котором разместились правительственные органы УНР) и ряд других.

#### Командующий Армией
После успеха Проскуровской операции — начальник штаба Армии УНР, а через месяц — командующий Армией, генерал-хорунжий армии УНР. С августа 1919, одновременно, — командующий Восточной группой объединённых армий УНР и ЗУНР. В августе 1919 войскам под командованием Тютюнника удалось отбить у Красной армии города Винницу и Жмеринку. Однако уже в ноябре того же года они потерпели поражение от наступавших ВСЮР генерала А. И. Деникина.
17—22 ноября 1919 года руководил обороной Проскурова от ВСЮР.
Современники отмечают, что Василий Тютюнник, планируя операции, любил рисковать. С коллегами был «горяч и резок», импульсивен и неуживчив, иногда груб. Проявил себя как наиболее талантливый полководец УНР; выступал за ведение боевых действий до последней возможности. В отличие от ряда других украинских военачальников, не стремился конкурировать с Семёном Петлюрой.
В. Н. Тютюнник — автор плана Зимнего похода войск УНР 1919—1920 годов. Однако перед его началом заболел тифом от последствий которого (от разрыва сердца) скончался в Ровно.

## Награды
- Юбилейная медаль «В память 300-летия царствования дома Романовых» (1913)
- Орден Святой Анны IV степени с надписью «За храбрость» (ВП от 05.03.1915)
- Орден Святого Станислава III степени с мечами и бантом (ВП от 01.05.1915)
- Орден Святого Владимира IV степени с мечами и бантом (ВП от 16.05.1915)
- Орден Святой Анны III степени с мечами и бантом (ВП от 12.12.1915)
- Орден Святого Станислава II степени с мечами (ВП от 20.10.1916)
- Орден Святой Анны II степени с мечами (ВП от 19.01.1917)

## Память
- В 1930-е годы на могиле генерала Тютюнника в Ровно на средства учащихся Ровенской украинской частной гимназии был установлен памятник, реставрированный в 1992 году.
- В 2001 году на здании Ровенского военного госпиталя, где скончался Тютюнник, была установлена мемориальная доска.
- В 2020 году на фасаде здания Петракеевского учебно-воспитательного комплекса Хорольского райсовета Полтавской области была торжественно открыта мемориальная доска земляку, генерал-хорунжему армии УНР, Василию Тютюннику.
- В честь Василия Тютюнника в Виннице, Ровно, Днепре  и в Киеве, его именем названы улицы.

## Дополнительная информация
Кроме Василия Тютюнника в армии УНР был его однофамилец, генерал-хорунжий Юрий Тютюнник (1891—1930).